# Lijst van afleveringen van Desperate Housewives
Dit is een lijst met afleveringen van de Amerikaanse televisieserie Desperate Housewives. Een overzicht van alle afleveringen is hieronder te vinden.
De serie bestaat uit acht seizoenen. De titels van de afleveringen komen allemaal uit liedjesteksten van musicals van Stephen Sondheim.

## Overzicht
| Seizoen | Aantal afleveringen | Uitgezonden                     |  |
| ------- | ------------------- | ------------------------------- |  |
| 1       | 23                  | 3 oktober 2004 – 22 mei 2005    |  |
| 2       | 24                  | 25 september 2005 – 21 mei 2006 |  |
| 3       | 23                  | 24 september 2006 – 20 mei 2007 |  |
| 4       | 17                  | 30 september 2007 – 18 mei 2008 |  |
| 5       | 24                  | 28 september 2008 – 17 mei 2009 |  |
| 6       | 23                  | 27 september 2009 – 16 mei 2010 |  |
| 7       | 23                  | 26 september 2010 – 15 mei 2011 |  |
| 8       | 24                  | 25 september 2011 – mei 2012    |  |

## Seizoen 1
| Nr. | Titel van aflevering           | Uitzenddatum VS  |
| --- | ------------------------------ | ---------------- |
| 0   | Unaired Pilot                  | onbekend         |
| 1   | Pilot                          | 3 oktober 2004   |
| 2   | Ah, But Underneath             | 10 oktober 2004  |
| 3   | Pretty Little Picture          | 17 oktober 2004  |
| 4   | Who's That Woman?              | 24 oktober 2004  |
| 5   | Come in, Stranger              | 31 oktober 2004  |
| 6   | Running to Stand Still         | 7 november 2004  |
| 7   | Anything You Can Do            | 21 november 2004 |
| 8   | Guilty                         | 28 november 2004 |
| 9   | Suspicious Minds               | 12 december 2004 |
| 10  | Come Back to Me                | 19 december 2004 |
| 11  | Move On                        | 9 januari 2005   |
| 12  | Every Day a Little Death       | 16 januari 2005  |
| 13  | Your Fault                     | 23 januari 2005  |
| 14  | Love Is in the Air             | 13 februari 2005 |
| 15  | Impossible                     | 20 februari 2005 |
| 16  | The Ladies Who Lunch           | 27 maart 2005    |
| 17  | There Won't Be Trumpets        | 3 april 2005     |
| 18  | Children Will Listen           | 10 april 2005    |
| 19  | Live Alone and Like It         | 17 april 2005    |
| 20  | Fear No More                   | 1 mei 2005       |
| 21  | Sunday in the Park with George | 8 mei 2005       |
| 22  | Goodbye for Now                | 15 mei 2005      |
| 23  | One Wonderful Day              | 22 mei 2005      |

## Seizoen 2
| Nr. | Titel van aflevering               | Uitzenddatum VS   |
| --- | ---------------------------------- | ----------------- |
| 1   | Next                               | 25 september 2005 |
| 2   | You Could Drive a Person Crazy     | 2 oktober 2005    |
| 3   | You'll Never Get Away from Me      | 9 oktober 2005    |
| 4   | My Heart Belongs to Daddy          | 16 oktober 2005   |
| 5   | They Asked Me Why I Believe in You | 23 oktober 2005   |
| 6   | I Wish I Could Forget You          | 6 november 2005   |
| 7   | Color and Light                    | 13 november 2005  |
| 8   | The Sun Won't Set                  | 20 november 2005  |
| 9   | That's Good, That's Bad            | 27 november 2005  |
| 10  | Coming Home                        | 4 december 2005   |
| 11  | One More Kiss                      | 8 januari 2006    |
| 12  | We're Gonna Be All Right           | 15 januari 2006   |
| 13  | There's Something About a War      | 22 januari 2006   |
| 14  | Silly People                       | 12 februari 2006  |
| 15  | Thank You So Much                  | 19 februari 2006  |
| 16  | There Is No Other Way              | 12 maart 2006     |
| 17  | Could I Leave You?                 | 26 maart 2006     |
| 18  | Everybody Says Don't               | 2 april 2006      |
| 19  | Don't Look at Me                   | 16 april 2006     |
| 20  | It Wasn't Meant to Happen          | 30 april 2006     |
| 21  | I Know Things Now                  | 7 mei 2006        |
| 22  | No One Is Alone                    | 14 mei 2006       |
| 23  | Remember: Part 1                   | 21 mei 2006       |
| 24  | Remember: Part 2                   | 21 mei 2006       |

## Seizoen 3
| Nr. | Titel van aflevering              | Uitzenddatum VS   |
| --- | --------------------------------- | ----------------- |
| 1   | Listen to the Rain on the Roof    | 24 september 2006 |
| 2   | It Takes Two                      | 1 oktober 2006    |
| 3   | A Weekend In the Country          | 8 oktober 2006    |
| 4   | Like It Was                       | 15 oktober 2006   |
| 5   | Nice She Ain't                    | 22 oktober 2006   |
| 6   | Sweetheart, I have to confess     | 29 oktober 2006   |
| 7   | Bang                              | 5 november 2006   |
| 8   | Children and Art                  | 12 november 2006  |
| 9   | Beautiful Girls                   | 19 november 2006  |
| 10  | The Miracle Song                  | 26 november 2006  |
| 11  | No Fits, No Fights, No Feuds      | 7 januari 2007    |
| 12  | Not While I'm Around              | 14 januari 2007   |
| 13  | Come Play Wiz Me                  | 21 januari 2007   |
| 14  | I Remember That                   | 11 februari 2007  |
| 15  | The Little Things You Do Together | 18 februari 2007  |
| 16  | My Husband, the Pig               | 4 maart 2007      |
| 17  | Dress Big                         | 8 april 2007      |
| 18  | Liaisons                          | 15 april 2007     |
| 19  | God, That's Good                  | 22 april 2007     |
| 20  | Gossip                            | 29 april 2007     |
| 21  | Into the Woods                    | 6 mei 2007        |
| 22  | What Would We Do Without You?     | 13 mei 2007       |
| 23  | Getting Married Today             | 20 mei 2007       |

## Seizoen 4
| Nr. | Titel van aflevering                | Uitzenddatum VS   | Uitzenddatum NL   | Samenvatting |
| --- | ----------------------------------- | ----------------- | ----------------- | --- |
| 1   | Now You Know                        | 30 september 2007 | 26 februari 2008  | Lynette kampt met de bijwerkingen van haar chemotherapie. Susan voelt de overgang naderen. Brees niet-echte zwangerschap dreigt onthuld te worden. Gabrielle begint een affaire met Carlos. Een bewoonster van lang geleden keert terug naar Wisteria Lane.                                                                           |
| 2   | Smiles of a Summer Night            | 7 oktober 2007    | 4 maart 2008      | Lynette schopt Tom uit haar chemotherapie-sessies, omdat hij haar met kaarten laat winnen. Katherine organiseert een lunch, en Bree komt aanzetten met een taart als dessert. Katherine serveert haar eigen taart en Bree wil absoluut het recept hebben.                                                                             |
| 3   | The Game                            | 14 oktober 2007   | 11 maart 2008     | Bree vertelt de dames wat ze heeft gehoord bij de Mayfairs. Susan geeft een feestje en iedereen komt, vooral omdat Katherine ook komt. Stella maakt brownies met wiet opdat Lynette minder pijn heeft tijdens haar chemotherapie. |
| 4   | If There's Anything I Can't Stand   | 21 oktober 2007   | 18 maart 2008     | Wisteria Lane verwelkomt nieuwe buren in de straat, een homokoppel. Gabrielle gaat met Lynette mee naar een pruikenwinkel en geeft haar adviezen om haar seksleven te verbeteren. |
| 5   | Art Isn't Easy                      | 28 oktober 2007   | 25 maart 2008     | Edie ontdekt dat Gaby en Carlos een geheime affaire hebben. John Rowland, de voormalige tuinman van Gaby en Carlos, is terug en wil Gaby voor zich winnen. |
| 6   | Now I Know, Don’t Be Scared         | 4 november 2007   | 1 april 2008      | Edies grootste nachtmerrie wordt werkelijkheid, als Carlos de relatie met haar verbreekt. Susan vindt Mikes dood gewaande vader. Danielle krijgt weeën tijdens een Halloweenfeestje, en iemand moet daar de baby ter wereld helpen brengen.                                                                                           |
| 7   | You Can’t Judge a Book by Its Cover | 11 november 2007  | 8 april 2008      | Susan en Mike blijken heel andere ideeën te hebben over het besnijden van de baby dan Bree en Orson. Op een boot-tochtje confronteert Victor Gabrielle met haar affaire met Carlos. Gabrielle gooit als reactie Victor overboord. |
| 8   | Distant Past                        | 25 november 2007  | 15 april 2008     | Een mysterieuze stalker uit Adams verleden duikt op in Wisteria Lane. Detectives ondervragen Gabrielle over Victor. Danielles baby zorgt voor stress bij Orson en Bree. Mikes drugsdealer stopt bij het huis van Susan. |
| 9   | Something's Coming                  | 2 december 2007   | 22 april 2008     | Een tornado raast over Wisteria Lane en dwingt de bewoners te schuilen in hun kelders. De storm vernietigt huizen en levens. Ondertussen komt Susan in het ziekenhuis terecht als ze van de trap af valt. |
| 10  | Welcome to Kanagawa                 | 6 januari 2008    | 29 april 2008     | In de nasleep van de tornado proberen de bewoners van Wisteria Lane hun leven weer op te pakken. Katherine komt erachter dat iemand haar geheim misschien weet. |
| 11  | Sunday                              | 13 april 2008     | 26 augustus 2008  | Twee weken na de tornado probeert iedereen in Wisteria Lane zijn leven weer op te pakken. Mike probeert nog steeds af te kicken. Bree wacht wanhopig tot ze naar haar eigen huis kan terugkeren. Gabrielle komt erachter dat Carlos nooit meer zal kunnen zien. Het lukt Katherine niet om haar diepste geheimen verborgen te houden. |
| 12  | In Buddy's Eyes                     | 20 april 2008     | 2 september 2008  | Bree en Katherine maken plannen voor een liefdadigheidsbal. Lynette is verbaasd wanneer ze Rick tegenkomt bij de pizzeria. Gabrielle heeft er moeite mee dat haar man blind is. Mike vraagt, als onderdeel van zijn revalidatieprogramma, Orson om vergeving                                                                          |
| 13  | Hello Little Girl                   | 27 april 2008     | 9 september 2008  | Bree en Katherine besluiten om samen een cateringbedrijf te beginnen. Lynette probeert haar gevoelens voor Rick te negeren. Mike komt achter de waarheid betreft zijn bijna fatale ongeluk. Dylan ontmoet haar vader. |
| 14  | Opening Doors                       | 4 mei 2008        | 16 september 2008 | Susan komt haar ex-man Karl tegen en hoort van hem dat hij niet alleen hertrouwd is, maar ook een kind heeft. Lynette komt erachter wie verantwoordelijk is voor de brand in Ricks restaurant. Bree wil dat Orson zichzelf aangeeft bij de politie.                                                                                   |
| 15  | Mother Said                         | 11 mei 2008       | 23 september 2008 | Tot Susans grote ergernis komt haar vervelende en bemoeizuchtige schoonmoeder op bezoek. Carlos en Gabrielle komen erachter dat hun huurder, Ellie, een duister geheim met zich meedraagt. Bree verklaart de oorlog aan Edie. \|- |
| 16  | The Gun Song                        | 18 mei 2008       | 30 september 2008 | Susan en Mike worden het niet eens over de naam van hun pasgeboren zoon. Kayla, de dochter van Tom, zorgt ervoor dat Lynette wordt gearresteerd voor kindermishandeling. Wanneer Orson, Bree blijft lastigvallen, vraagt ze hem hiermee                                                                                               |
| 17  | Free                                | 18 mei 2008       | 7 oktober 2008    | Katherine is van plan de stad te verlaten. Haar grote geheim lijkt namelijk eindelijk uit te komen. Gabrielle vindt $118.000 in Ellies teddybeer. Tom kan de gebeurtenissen rondom Kayla maar niet vergeten. Verscheidene inwoners van Wisteria Lane worden met de dood bedreigd.                                                     |

## Seizoen 5
| Nr. | Titel van aflevering                            | Uitzenddatum VS   | Uitzenddatum NL   | Samenvatting |
| --- | ----------------------------------------------- | ----------------- | ----------------- | --- |
| 1   | You're Gonna Love Tomorrow                      | 28 september 2008 | 6 januari 2009    | In de eerste aflevering van het vijfde seizoen wordt direct duidelijk dat er inmiddels vijf jaar zijn verstreken sinds Katherine haar ex-man neerschoot. Susan, Lynette, Bree en Gabrielle hebben al die tijd hun mond gehouden om haar te beschermen. Lees verder... |
| 2   | We're So Happy, You're So Happy                 | 5 oktober 2008    | 13 januari 2009   | Bree merkt dat haar drukke werkschema effect heeft op haar relatie met Orson. Susan komt erachter dat het niet per se vervelend is dat Mike en haar nieuwe vriend, Jackson, bevriend met elkaar raken. Ondertussen krijgt Lynette advies van haar zoon Parker, over hoe ze het best met haar andere zoon, Porter, kan omgaan.                                                                                  |
| 3   | Kids Ain't Like Everybody Else                  | 12 oktober 2008   | 20 januari 2009   | Danielle keert samen met haar zoon terug naar Wisteria Lane om de confrontatie met haar moeder Bree aan te gaan. Wanneer Susan haar zoontje wil beschermen tegen een pestkop, komt ze erachter dat de dochter van Gabrielle de boosdoener is. Dit mondt uit in een ruzie tussen de moeders. |
| 4   | Back in Business                                | 19 oktober 2008   | 27 januari 2009   | De vrouwen van Wisteria Lane zijn jaloers op het zakelijke succes van Bree. Een tekening van MJ zorgt ervoor, dat Mike zich niet betrokken voelt bij het leven van zijn zoon. Gaby smeedt een plan om vaker seks met Carlos te hebben. |
| 5   | Mirror, Mirror                                  | 26 oktober 2008   | 3 februari 2009   | Dave haalt Susan over om een verrassingsfeestje voor de zeventigste verjaardag van Mrs. McCluskey te organiseren, maar dit valt niet in goede aarde. Terwijl Gabrielle bang is dat ze weer zwanger is, vertelt Tom aan Lynette dat hij de pizzeria verkocht heeft. |
| 6   | There's Always a Woman                          | 2 november 2008   | 10 februari 2009  | Gaby is in de wolken als een cliënt van Carlos een voorstel doet, dat ze niet kunnen weigeren. Lynette vermoedt dat Tom haar bedriegt en Susan maakt het uit met Jackson. Mrs. McCluskey roept de hulp van haar zus Roberta in om te graven in het verleden van Dave. Gastrol: Lily Tomlin |
| 7   | What More Do I Need?                            | 9 november 2008   | 17 februari 2009  | Lynette en Tom komen achter de schokkende waarheid over hun zoon Porter. Gabrielle vermoedt dat de belangrijkste cliënte van Carlos, Virginia, bijbedoelingen heeft. McCluskeys, de zus van Roberta, komt achter een verontrustend geheim van Dave. Gastrol: Lily Tomlin |
| 8   | City on Fire                                    | 16 november 2008  | 24 februari 2009  | Susans dochter Julie komt op bezoek en neemt haar nieuwe vriend mee. Gabrielle komt erachter dat Mrs. Hildebrand haar en Carlos tot erfgenamen benoemd heeft. Een journalist wil Brees imperfecties aan het licht brengen en tijdens de jaarlijkse muziekwedstrijd, breekt een levensgevaarlijke brand uit. |
| 9   | Me and My Town                                  | 30 november 2008  | 3 maart 2009      | Susan moet zien te accepteren dat Mike een relatie heeft met Katherine. Als Porter ervan beschuldigd wordt de brand in de nachtclub te hebben aangestoken, besluit Lynette hem te verdedigen, ondanks dat ze niet in zijn onschuld gelooft. Carlos krijgt te horen dat er een mogelijkheid bestaat dat hij zijn zicht terug krijgt, en daar is Gabrielle niet zo blij mee.                                     |
| 10  | A Vision's Just a Vision                        | 7 december 2008   | 10 maart 2009     | Lynette doet er alles aan om haar zoon te beschermen. Carlos realiseert welke opofferingen Gaby heeft moeten maken ten gunste van hun gezin. Bree wil aan Andrew bewijzen dat ze hem accepteert zoals hij is. |
| 11  | Home is the Place                               | 4 januari 2009    | 17 maart 2009     | Gaby wil dat Carlos een “echte” baan neemt en Bree ontmoet de toekomstige schoonmoeder van Andrew. Terwijl de buurvrouw en haar zus hun persoonlijke onderzoek naar Dave voortzetten, heeft Edie het gevoel dat zij en Dave uit elkaar groeien. |
| 12  | Connect! Connect!                               | 11 januari 2009   | 24 maart          | Susan en Edie worden gedwongen om tijd met elkaar door te brengen, als ze zichzelf opsluiten in een kelder. Bree vindt het niet leuk als Alex beweert dat ze de baas speelt over haar man. Gabrielle verliest de controle over haar kinderen en vraagt hulp aan Carlos. |
| 13  | The Best Thing That Ever Could Have Happened    | 18 januari 2009   | 31 maart 2009     | Als de handige buurman Eli Scruggs plotseling komt te overlijden, realiseren de vrouwen van Wisteria Lane zich hoeveel hij voor hen betekend heeft. Iedereen heeft zo zijn eigen speciale herinnering aan de geliefde buurman. Gastrol: Beau Bridges |
| 14  | Mama Spent Money When She Had None              | 8 februari 2009   | 18 augustus 2009  | Terwijl Bree zichzelf trakteert op een nieuwe auto dankzij het succes van haar kookboek, moeten Lynette en Tom (Doug Savant) hun Mustang verkopen omdat ze het geld erg goed kunnen gebruiken. Susan wil haar zoontje naar een dure school sturen, ondanks het feit dat zij en haar ex Mike (James Denton) dat niet kunnen betalen. Gabrielle klopt bij Edie aan voor hulp om weer strak in haar vel te komen. |
| 15  | In a World Where the Kings Are Employers        | 15 februari 2009  | 18 augustus 2009  | Terwijl Bree zichzelf trakteert op een nieuwe auto dankzij het succes van haar kookboek, moeten Lynette en Tom (Doug Savant) hun Mustang verkopen omdat ze het geld erg goed kunnen gebruiken. Susan wil haar zoontje naar een dure school sturen, ondanks het feit dat zij en haar ex Mike (James Denton) dat niet kunnen betalen. Gabrielle klopt bij Edie aan voor hulp om weer strak in haar vel te komen. |
| 16  | Crime Doesn't Pay                               | 8 maart 2009      | 25 augustus 2009  | Bree wil Tom helpen om een nieuwe baan te vinden maar dit loopt uit op een fiasco. Gaby wordt ondertussen door Carlos’ baas gebruikt om zijn vreemdgaan te verbergen en Edie duikt in het verleden van Dave na een ontmoeting met een oude ‘bekende’ |
| 17  | The Story of Lucy and Jessie                    | 15 maart 2009     | 1 september 2009  | Als Susan indruk wil maken op een lerares, krijgt deze de verkeerde indruk. Gaby overtuigt Carlos ervan om Lynette aan te nemen. Ondertussen duikt een argwanende Edie in het verleden van Dave. Gastrol: Swoosie Kurtz |
| 18  | A Spark. To Pierce the Dark.                    | 22 maart 2009     | 8 september 2009  | Bree denkt erover na om haar bedrijf te verkopen om zo haar huwelijk te redden. Lynette voelt zich bedreigd door haar nieuwe baas. Ondertussen komt Edie’s ergste nachtmerrie uit. |
| 19  | Look Into Their Eyes and You See What They Know | 19 april 2009     | 15 september 2009 | Terwijl de vrouwen terugkijken op het leven van Edie, herinnert Susan hun eerste ontmoeting. Lynette haalt herinneringen op aan een memorabel middagje uit, Bree wordt herinnerd aan haar onbedachtzame gedrag richting Orson en Gaby heeft prettige herinneringen aan een nacht van vriendschappelijke competitie.                                                                                            |
| 20  | Rose's Turn                                     | 26 april 2009     | 22 september 2009 | Carlos treft Lynette in een lastige situatie die ze verborgen houdt voor Tom. Orson probeert de waarheid over zijn wonden voor Bree verborgen te houden. Ondertussen doet Katherine een bekentenis aan Mike en onthult Susan haar donkere geheim aan Dave. |
| 21  | Bargaining                                      | 3 mei 2009        | 29 september 2009 | Bree doet er alles aan om de beste advocaat in handen te krijgen. Katherine misleid Mike om zijn hart te winnen. Ondertussen verschijnt Jackson onverwachts weer in het leven van Susan |
| 22  | Marry Me a Little                               | 10 mei 2009       | 6 oktober 2009    | Susan en Jackson houden voor de autoriteiten de schone schijn op. Lynette schrikt als ze merkt hoeveel Tom ervoor doet om jonger te lijken. Ondertussen houdt Katherine angstvallig de waarheid voor Mike achter. Gastrol: Gale Harold |
| 23  | Everybody Says Don't                            | 17 mei 2009       | 13 oktober 2009   | Gaby komt een oude vriend tegen, die alles heeft verloren. Lynette is niet zo blij met Toms besluit om weer naar school te gaan. Orson chanteert Bree en Susan accepteert een vriendelijk gebaar van Dave. |
| 24  | If It's Only in Your Head                       | 17 mei 2009       | 20 oktober 2009   | Lynnette accepteert Toms beslissing om weer naar school te gaan. Ondertussen plannen Mike en Katherine hun bruiloft en maakt Dave zich klaar om toe te slaan. Gaby’s nichtje verhuist naar Wisteria Lane. |

## Seizoen 6
| Nr. | Titel van aflevering                | Uitzenddatum VS   | Uitzenddatum NL   | Samenvatting |
| --- | ----------------------------------- | ----------------- | ----------------- | --- |
| 1   | Nice Is Different Than Good         | 27 september 2009 | 5 januari 2010    | Lynette ondervindt de gevolgen van het zwanger zijn en het wordt duidelijk dat Mike voor Susan of Katherine kiest. Bree probeert Orson uit haar leven te bannen. Het nichtje van Carlos blijft Gabrielle testen en tot wanhoop drijven. Susan wordt blij verrast met een onverwachts bezoek van Julie. Een familie met een duister verleden doet haar intrede in Wisteria Lane. |
| 2   | Being Alive                         | 4 oktober 2009    | 5 januari 2010    | Als Julie in het ziekenhuis terechtkomt, vecht ze voor haar leven. Bree verzet zich heftig tegen haar gevoelens voor Susans ex-man Karl, maar dit blijkt erg moeilijk te zijn. Gabrielle ondervindt veel last van Carlos’ nichtje. De nieuwe buurtbewoners Angie en Nick hebben een discussie over het duistere geheim dat ze met zich meedragen. |
| 3   | Never Judge a Lady by Her Lover     | 11 oktober 2009   | 12 januari 2010   | Carlos heeft het gevoel dat Gabrielle nog steeds gevoelens voor John heeft. Ondertussen vertellen Lynette en Tom de kinderen dat Lynette in verwachting van een tweeling is. Gastrol: Jesse Metcalfe |
| 4   | The God-Why-Don't-You-Love-Me Blues | 18 oktober 2009   | 19 januari 2010   | Katherine heeft het moeilijk nu Mike er niet meer is. Ondertussen ergert Gaby zich aan Johns bedoelingen met Ana. Susan ontdekt dat Julie geheimen voor haar heeft en Angie geeft een feestje voor haar zoon |
| 5   | Everybody Ought to Have a Maid      | 25 oktober 2009   | 26 januari 2010   | Als Gabrielle ervan beschuldigd wordt een slechte moeder te zijn, probeert ze het tegendeel te bewijzen. Ondertussen verdedigt Bree zich als ze door een kamermeisje wordt veroordeeld voor een affaire. Lynette huurt een nieuwe klusjesman in en Angie en Nick verdoezelen een ongeluk. |
| 6   | Don't Walk on the Grass             | 1 november 2009   | 2 februari 2010   | Bree en Orson groeien verder uit elkaar. Daarentegen groeit Bree dichter naar Karl toe. Katherine blijft proberen Mike te versieren. Juanita wordt dankzij Gaby geschorst van school. |
| 7   | Careful the Things You Say          | 8 november 2009   | 9 februari 2010   | Lynette probeert haar zwangerschap voor Carlos en Gabrielle te verbergen, omdat ze bang is dat ze haar promotie anders misloopt. Bob en Lee adopteren een baby uit Azië. |
| 8   | The Coffee Cup                      | 15 november 2009  | 16 februari 2010  | Katherine zorgt ervoor dat Susan erachter komt dat zij, tijdens haar relatie met Mike, vijf keer per dag seks met hem had. Ondertussen doet Gabrielle er alles aan om ervoor te zorgen dat haar dochter wordt toegelaten op een Katholieke school. |
| 9   | Would I Think of Suicide?           | 29 november 2009  | 23 februari 2010  | Nick en zijn familie overwegen om Wisteria Lane te verlaten. Susan en Bree hebben een aanvaring over Bree’s affaire met Karl. Mike kan Susans krankzinnige gedrag niet langer verdragen. |
| 10  | Boom Crunch                         | 6 december 2009   | 2 maart 2010      | Het gaat niet goed met Gabrielle en Lynettes vriendschap. Bree en Orson hakken knopen door betreffende hun huwelijk. Susan bedenkt een plan om Katherine te helpen. Een fout van Danny kan ervoor zorgen dat Angie haar vrijheid kwijtraakt. |
| 11  | If...                               | 3 januari 2010    | 9 maart 2010      | De bewoners van Wisteria Lane bedenken hoe hun leven zou zijn als ze andere keuzes hadden gemaakt. Susan bedenkt hoe het zou zijn als ze nog getrouwd was geweest met Karl, Bree hoe haar leven eruit zou zien zonder Orson en Gabrielle ziet voor zich hoe haar dochter een beroemde actrice wordt. |
| 12  | You Gotta Have a Gimmick            | 10 januari 2010   | 16 maart 2010     | Bree komt erachter dat het niet meevalt om de pijn die ze bij Orson heeft veroorzaakt, weg te nemen. Lynette komt achter Toms ware bedoelingen en Gaby wordt gedwongen bepaalde gevoelens te onderzoeken. |
| 13  | How About a Friendly Shrink?        | 17 januari 2010   | 14 september 2010 | Lynette wil absoluut niet in relatietherapie gaan, maar Tom heeft er alles voor over om haar mee te nemen. In tussentijd voelt Katherine er niet veel voor om terug in Wisteria Lane te gaan wonen, waar Gabby en Susan aan het wedijveren zijn over wie van hun kinderen de beste is op school. Orson maakt het leven van Bree tot een hel en Angie is het oneens met het nieuwe vriendinnetje van Danny.                                                                                               |
| 14  | The Glamorous Life                  | 31 januari 2010   | 21 september 2010 | Gabby en Carlos maken zich zorgen om Ana en haar relatie met Danny Bolen. Susan maakt kennis met de stripster Robin, die in de stripclub werkt die Susan van Carl heeft geërfd. Ze vindt dat het meisje meer in haar mars heeft en neemt haar in huis. Tom en Lynette zijn het oneens over hun therapeute. Angie probeert nog steeds haar verleden en identiteit geheim te houden voor de buren en dat begint Nick parten te spelen. Bree waakt over Orson omdat ze vreest dat hij zelfmoord zal plegen. |
| 15  | Lovely                              | 21 februari 2010  | 28 september 2010 | Susan heeft zich met de stripster Robin een nieuwe huisvrouw op de nek gehaald...eentje die invloed zal hebben op de levens van zowat iedereen in de straat: met drie tienerjongens in huis zal Lynette Robin met een wakend oog bekijken. Bree leert enkele nieuwe trucks kennen van Robin om Orson zijn leven makkelijker te maken. Gaby zoekt bij Robin hulp omtrent Ana en Katherine...die krijgt er een nieuwe vriendin bij.                                                                        |
| 16  | The Chase                           | 28 februari 2010  | 5 oktober 2010    | Als Celia plots de mazelen heeft moet Gabby afstand houden van haar gezin, want zij heeft de kinderziekte nooit gehad. Ze logeert zolang bij Bob en Lee en ontdekt weer hoe het voelt om single te zijn. Ze stuit ook op de kinderwens die de twee mannen koesteren. Lynette en Tom vergeten Penny's verjaardag. Bree huurt een nieuwe kracht in voor het bedrijf: Sam. Angie is ongerust nu Ana en Danny verdwenen zijn. Katherine komt tot een vreemde ontdekking nu Robin bij haar logeert.           |
| 17  | Chromolume No. 7                    | 14 maart 2010     | 12 oktober 2011   | Gabrielle en Angie gaan in New York op zoek naar Ana en Danny en lopen 2 ex-collega's van Gaby tegen het lijf: Heidi Klum en Paulina Porizkova. Preston keert terug uit Europa en brengt zijn verloofde mee. Mike wil zijn mannelijkheid tegenover Susan bewijzen. Bree doet een schokkende ontdekking over haar nieuwste werknemer en Katherine weet niet wat ze moet denken van Robin. |
| 18  | My Two Young Men                    | 21 maart 2010     | 19 oktober 2010   | Angies ex-vriendje Patrick is haar op het spoor gekomen. Gabrielle en Susan proberen elkaar te overtroeven. Lynette vertrouwt Prestons verloofde niet. Bree nodigt Sam uit voor een etentje nu ze ontdekt heeft dat hij de zoon is van Rex en Katherine komt uit voor haar geaardheid. |
| 19  | We All Deserve to Die               | 18 april 2010     | 26 oktober 2010   | Lynette wil koste wat het kost verhinderen dat Preston gaat trouwen en gaat op zoek naar de waarheid. Gabrielle wil buren Bob en Lee helpen, maar de gevolgen hiervan zijn groot. Bree begint te twijfelen aan de motieven van Sam. Susan wil Mike helpen met zijn financiën en Danny ontmoet (zonder dat Angie dit weet) voor de eerste keer zijn biologische vader Patrick. Katherine en Robin vertrekken uit Wisteria Lane.                                                                           |
| 20  | Epiphany                            | 25 april 2010     | 2 november 2010   | De wurger van Wisteria Lane woont al een tijdje op de straat, zonder dat iemand dat maar doorhad: hij betrapte Gabrielle en Carlos op een intiem moment, hij kreeg een job aangeboden door Bree, hij kreeg advies van Susan en Lynette was heel gul voor hem... maar wie is hij? |
| 21  | A Little Night Music                | 2 mei 2010        | 9 november 2010   | Angie beseft dat Patrick zich in haar buurt begeeft. Susan en Gabrielle bedenken een listig plannetje en Lynette krijgt een heel andere kant te zien van Eddie. Bree ontmoet iemand die Sam maar al te goed kent. Mike en Susan kunnen de eindjes niet langer aan elkaar knopen. |
| 22  | The Ballad of Booth                 | 9 mei 2010        | 16 november 2010  | Lynette ontdekt Eddies schokkende geheim. Angie roept de hulp in van Gabrielle wanneer Patrick Danny bedreigt. Bree biedt Sam een ruime ontslagpremie aan en Susan en Mike krijgen nog meer financiële problemen. |
| 23  | I Guess This is Goodbye             | 16 mei 2010       | 23 november 2010  | Susan en Mike willen verhuizen. Lynette ontdekt dat Eddie achter de moorden zit, maar wordt nu zelf gegijzeld door hem. Bree is in shock wanneer Sam zijn ware bedoelingen meedeelt. Angie roept de hulp in van Gabrielle nu ze belaagd wordt door Patrick en een dramatische explosie leidt tot minstens één dodelijk slachtoffer... |

## Seizoen 7
| Nr. | Titel van aflevering                      | Uitzenddatum VS   | Samenvatting |
| --- | ----------------------------------------- | ----------------- | --- |
| 1   | Remember Paul                             | 26 september 2010 | De bewoners van Wisteria Lane zijn in shock nu blijkt dat Paul Young teruggekeerd is naar de buurt. Ondertussen proberen Susan, Mike en MJ zich aan te passen aan de nieuwe buurt waarin ze zijn terechtgekomen. Susan krijgt er een baan aangeboden van haar huisbazin Maxine (Lainie Kazan). Lynette krijgt bezoek van een oude bekende van haar: Renee (Vanessa Williams). Gabrielle en Carlos houden elkaar enkele leugens voor en Bree voelt zich aangetrokken tot haar knappe, jonge klusjesman Keith (Brian Austin Green). |
| 2   | You Must Meet My Wife                     | 3 oktober 2010    | Renée begint nogal veel om te gaan met Tom en dat zint Lynette helemaal niet. Bree ontslaat Keith omdat ze ineens voor hem begint te vallen. Susan vindt het vreselijk om tegen Mike te liegen over haar nieuwe, riskante bijbaantje bij Maxine. Gabrielle spoedt zich naar het ziekenhuis wanneer ze hoort dat Bree en Juanita een ongelukje hebben gehad en Paul stelt de dames van Wisteria Lane zijn nieuwe vrouw voor. |
| 3   | Truly Content                             | 10 oktober 2010   | Susan ontdekt dat enkele van haar sexy danspasjes worden geïmiteerd door een concurrente. Gabrielle huurt een privé detective in zonder dat Carlos hier iets van weet. Lynette is gechoqueerd wanneer Toms dokter een nogal ongebruikelijke antidepressiva voorschrijft en Renee nodigt Bree uit om op mannenjacht te gaan. |
| 4   | The Thing That Counts is What's Inside    | 17 oktober 2010   | Gabrielle vertelt aan de vriendinnen de waarheid over Juanita. Susan ontdekt dat het internetbedrijf waar ze voor werkt van haar een enorme reclameposter heeft gemaakt. Renee probeert Keith van Bree te stelen en Lynette krijgt hulp van Penny in huishouden. |
| 5   | Let Me Entertain You                      | 24 oktober 2010   | Susan kan haar baantje bij Maxine kwijtspelen wanneer ze een belangrijke klant beledigd. De spanning tussen Renée en Gabrielle loopt hoog op wanneer ze allebei een geheim van de andere verklappen. Bree wordt uitgeput door Keith in bed. Ondertussen vraagt Tom aan zijn moeder om op de baby te letten- maar Lynette kan dit niet echt appreciëren. |
| 6   | Excited and Scared                        | 31 oktober 2010   | Susan biecht op aan Mike wat ze doet voor het bedrijf van Maxine. Juanita vindt het verdacht dat Gabrielle ineens zoveel interesse heeft voor Grace. Lynette maakt zich zorgen over haar schoonmoeder. Bree ontdekt een geheim van Keith en Paul neemt zijn vrouw mee uit, in de hoop zo hun relatie wat romantischer te maken. |
| 7   | A Humiliating Business                    | 7 november 2010   | Susan accepteert met tegenzin Lynettes aanbod om op Paige te babysitten. Bree gaat de menopauze in en wil dat geheim houden voor Keith. Renee doet Lynette een jobaanbod. Gabrielle denkt dat Bob Carlos probeert te verleiden en Beth begint aan de motieven van Paul te twijfelen. |
| 8   | Sorry Grateful                            | 14 november 2010  | Voor Thanksgiving nodigen Carlos en Gabrielle de familie van Grace uit voor een etentje. Tijdens het diner ontdekken ze dat hun tijd met Grace misschien wel beperkt is. Ondertussen nodigt Bree de ouders van Keith uit (John Schneider en Nancy Travis) voor het feest. Susan en Lynette krijgen ruzie over het slaapschema van Paige. Renee ergert Tom met haar verwijzingen naar hun verleden en Beth gaat verder op zoek naar de geheimen van Paul. |
| 9   | Pleasant Little Kingdom                   | 5 december 2010   | Gabrielle doet een wanhopige poging om Grace in haar leven te houden. Keith organiseert een speciaal etentje voor Bree, maar wordt gestoord door zijn vader. Tom is boos op Lynette omdat zij zijn mannelijkheid niet wil erkennen. Renee vertelt aan Susan in een zatte bui dat ze ooit iets heeft gehad met Tom en Paul onthult eindelijk zijn plannen voor Wisteria Lane: hij wil een huis voor ex-gevangenen openen in de buurt. |
| 10  | Down The Block There's a Riot             | 12 december 2010  | Paul opent zijn huis en dat ontaardt in zware rellen in de buurt, Juanita ontdekt het geheim van haar moeder, Bree wil met Keith gaan samenwonen en Tom moet opbiechten aan Lynette wat er in het verleden met Renee gebeurd is. |
| 11  | Assassins                                 | 2 januari 2011    | Gabrielle en Carlos gaan naar een therapeut met Juanita, die hen vertelt dat ze Grace moeten vergeten als ze hun dochter terug willen gelukkig maken. Susan krijgt in het ziekenhuis te horen dat ze regelmatig een nierdialyse moet ondergaan. Renee biecht haar geheim op aan Lynette en de politie gaat op zoek naar de schutter die Paul heeft neergeschoten. Paul ontdekt dat Beth de dochter is van Felicia. |
| 12  | Where Do I Belong?                        | 9 januari 2011    | Susans moeder Sophie en tante Claire (Valerie Harper) bezoeken haar in het ziekenhuis. Ze is gechoqueerd wanneer ze beide weigeren zich te laten testen om te kijken of ze een geschikte donor kunnen zijn voor Susan. Lynette blijft wraak nemen op Tom, Bree wil vriendschap sluiten met Beth en Gabrielle wil koste wat het kost Grace terugkrijgen. |
| 13  | I'm Still Here                            | 16 januari 2011   | Wanneer Lynettes moeder Stella (Polly Bergen) wil trouwen met Frank (Larry Hagman) voor de verkeerde redenen, probeert ze haar het huwelijk uit het hoofd te praten. Susan heeft een bizar gesprek met een andere patiënt die aan de dialysemachine ligt, maar nogal cynisch is omdat hij denkt nooit meer een donor te vinden. Bree komt de ex van Keith tegen en die vertelt haar iets choquerend over zijn verleden. Carlos is bezorgd omdat Gabrielle zoveel tijd doorbrengt met haar pop. Bob & Lee huren Renée in om de babykamer van hun baby aan te kleden en Paul boekt een weekendje weg naar een afgelegen hutje voor hem en Beth... |
| 14  | Flashback                                 | 13 februari 2011  | Stella wil graag een familiefoto van het hele gezin, maar ze wil ook Frank op de foto, wat Lynette dan weer niet ziet zitten. Susan krijgt een nier aangeboden uit onverwachte hoek. Gabrielle moet van Carlos op therapie maar ziet dat niet zitten. Bree houdt nog altijd voor Keith verborgen dat hij een zoon heeft en Mike probeert contact te zoeken met Zach Young om uit te zoeken of hij iets te maken heeft met de moordaanslag op Paul. |
| 15  | Farewell Letter                           | 20 februari 2011  | Lynette en Tom vinden het tijd dat Porter en Preston het huis uit trekken en op zichzelf gaan wonen. Groot is hun verbazing als de jongens een huis vinden vlak bij het ouderlijk huis. Gabrielle en Carlos brengen een bezoekje aan haar geboortedorp in Texas, waar ze Gabrielle duidelijk nog niet vergeten zijn. Keith vraagt aan Bree om met hem naar Florida te verhuizen, zodat hij meer tijd kan doorbrengen met zijn zoon. Susan misbruikt haar ziekte om allerlei gunsten te krijgen en Paul beslist wat hij met Beth gaat doen nu Zach opgenomen is in een instelling.                                                               |
| 16  | Searching                                 | 6 maart 2011      | Susan wil het meeste halen uit haar leven nu ze te horen heeft gekregen dat de dialyse niet werkt en als ze niet snel een donor vindt, ze snel zal sterven. Bree biedt haar diensten aan en gaat op zoek naar een donor. Gabrielle zet Juanita onder druk omdat de dochter van Lee en Bob een spectaculair nummer zal brengen op een schoolvoorstelling. Renee wil een kind adopteren, iets wat Lynette haar ten stelligste afraadt en Beth weet niet wat te doen met haar leven nu Paul haar heeft buitengegooid. |
| 17  | Everything's Different, Nothing's Changed | 3 april 2011      | Paul Young wil niet dat de nier van Beth wordt afgestaan aan Susan. Lynette is boos op Tom wanneer hij een goedbetaalde job afslaat uit loyaliteit tegenover Carlos. Bree is bezorgd over Andrew's overmatige alcoholgebruik en Gabrielle is gechoqueerd wanneer Renee een feestje wil geven, net nu Beth zelfmoord heeft gepleegd. |
| 18  | Moments in the Woods                      | 17 april 2011     | Nu Susan een nieuwe nier heeft, denkt ze dat ze onoverwinnelijk is en gaat met het beetje geld dat zij en Mike nog overhebben gaan gokken. Bree probeert Andrew te beletten zijn geheim aan Carlos op te biechten. Renee leert Lynette de wereld van de gegoede klasse kennen nu Tom een dik betaalde job heeft aangenomen en Felicia Tilman probeert Paul te overtuigen van haar goede bedoelingen. |
| 19  | The Lies Ill-Concealed                    | 24 april 2011     | Tom heeft een belangrijke bijeenkomst en Lynette mag mee, maar zij moet zich beperken tot de randactiviteiten en dat zint haar niet. Susan heeft seksuele dromen ... over Paul. Carlos verbiedt Gabrielle om met Bree om te gaan en Felicia probeert Karen McCluskey te betrekken in haar wraak op Paul. |
| 20  | I'll Swallow Poison on Sunday             | 1 mei 2011        | Bree krijgt het aan de stok met een charmante politieagent nadat Celia en Juanita haar huis inpalmen en Bree de twee kinderen een lesje probeert te leren. Felicia probeert Paul te vergiftigen. Tom huurt Lynette en Renee in om zijn bureau opnieuw in te richten en Susan ontdekt dat Felicia terug op Wisteria Lane woont. |
| 21  | Then I Really Got Scared                  | 8 mei 2011        | Paul verdenkt Susan ervan hem te willen vergiftigen. Lynette en Tom hebben een discussie over waar ze op vakantie moeten gaan. Juanita kijkt naar een horrorfilm en durft daarna niet meer te gaan slapen en Bree gaat op date met een politieagent. |
| 22  | And Lots of Security...                   | 15 mei 2011       | De politie verdenken Felicia en Susan ervan Paul te willen vergiftigen. Tom en Lynette gaan een weekendje weg. Gabrielle denkt dat ze achtervolgd wordt en Bree leert iets over haar nieuwe vriend Chuck. |
| 23  | Come on Over for Dinner                   | 15 mei 2011       | De bewoners van de straat organiseren een etentje ... maar dat loopt grondig fout wanneer iemand vermoord wordt. Gabrielle is in shock wanneer ze identiteit van haar achtervolger ontdekt en Renee is terneergeslagen wanneer ze ontdekt dat haar ex gaat hertrouwen. |

## Specials
| Nr. | Titel van special                      | Uitzenddatum VS   |
| --- | -------------------------------------- | ----------------- |
| 1   | Sorting Out the Dirty Laundry          | 24 april 2005     |
| 2   | All the Juicy Details                  | 1 januari 2006    |
| 3   | The More You Know, The Juicier It Gets | 23 april 2006     |
| 4   | Time to Come Clean                     | 3 september 2006  |
| 5   | The Juiciest Bites                     | 1 april 2007      |
| 6   | Secrets and Lies                       | 23 september 2007 |